# Motala
För andra betydelser, se Motala (olika betydelser).

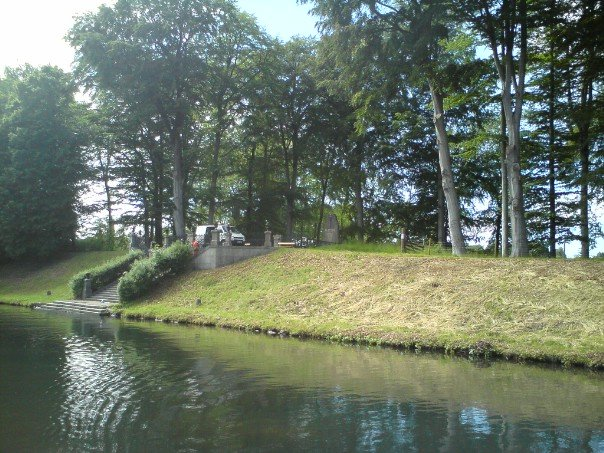
Baltzar von Platens familjegrav, Motala 2009.

Motala (uttal (fil)) är en tätort i Östergötland samt centralort i Motala kommun i Östergötlands län. Staden ligger vid Göta kanal och Motala ström mellan sjöarna Vättern och Boren, och är Östergötlands tredje största stad.

## Historia
De äldsta arkeologiska fynden är drygt 11 000 år gamla och härstammar från tiden strax efter att inlandsisen dragit sig tillbaka från Motalatrakten.
Första gången Motala nämns i en medeltida handling är år 1288, då kung Magnus Ladulås till riksrådet och lagmannen i Närke Knut Matsson (Lejonbjälke) förlänade bland annat en gård i Motala med tillhörande fiske.
Under medeltiden och framåt fanns det tre byar i Motala. Söder om strömmen låg Motala Södra By. Vid strömmens norra strand fanns Motala Norra By och väster om denna Bispmotala, som bland annat rymde kyrkan. Både den norra och den södra byn innehöll ett antal kvarnar och fasta fisken, fiskeverk, förutom själva gårdarna. 
Vid Motala Södra By beslutade Gustav Vasa 1552 att inrätta Motala kungsgård som perioden 1555–1567 inrymde kungens fogde med ryttare, skyttar och "talrikt husfolk". Vid årsskiftet 1567/1568 brändes kungshuset och mycket av den närliggande bebyggelsen ned av danskarna. 
Då Göta kanal byggdes 1810–1832 växte en mängd små samhällen upp längs kanalen. 1822 anlade Baltzar von Platen en mekanisk verkstad i Motala, AB Motala Verkstad, där så småningom en bruksort gradvis växte fram. 1823 blev Motala friköping, också det på förslag av von Platen. Verkstaden växte snabbt och på 1830-talet bodde det fler än 500 människor i området närmast verkstaden, men bara 75 i själva köpingen. 1863 blev Motala köpingskommun och år 1881 fick man stadsrättigheter. Fortfarande skedde dock den mesta expansionen i området runt verkstaden. 1948 slogs "verkstadsstaden" Motala Verkstad samman med staden Motala. Vid Motala hamn ligger Göta kanalbolags huvudkontor. 
Sedan Göta Kanal tagits i bruk blev nästa steg i utbyggnaden av ortens kommunikationer invigningen 1873 av järnvägen Mjölby–Hallsberg. Motala  C och Motala Verkstads station var ortens båda järnvägsstationer längs banan. Motala anknöts till Mellersta Östergötlands Järnvägar när den smalspåriga banan Motala–Fornåsa stod klar 1915. Förutom Motala C fanns Holmsbruks station vid denna järnvägslinje mot Linköping. 
1927 togs Motala rundradiostation (även kallad Motala långvåg) i bruk för att det år 1925 grundade företaget Radiotjänst skulle få bättre täckning för rundradiosändningarna. Motala blev huvudstation för svensk rundradio. För att markera Motalas centrala roll för radiosändningarna användes anropet Stockholm–Motala.

### Administrativa tillhörigheter
I samband med tillkomsten av Göta kanal och Motala verkstad anhöll Baltzar von Platen 1821 om att en stad skulle anläggas längs Varvikens (idag Motalaviken) norra strand. En solfjäderformad stadsplan utarbetades. Enligt kungligt tillstånd av 21 mars 1823 fick orten rättigheter som friköping. Orten Motala och Motala Verkstads-området skulle dock komma att vara administrativt åtskilda ända fram till 1948.
Vid kommunreformen 1862 bildades köpingskommunen Motala köping som 1 april 1881 ombildades till Motala stad. År 1880 (efter beslut 1878) hade området mellan järnvägsstationen och Drottninggatan, Östermalm, inkorporerats i köpingen, men både järnvägsstationen och hamnen låg liksom kyrkogården och prästgården fortfarande utanför köpingen. Även kvarteren mellan Sjögatan och Vätterns strand, bland annat nuvarande stadsparken som ännu var betesmark, införlivades vid denna tidpunkt i köpingen. År 1892 skedde en mindre inkorporering.

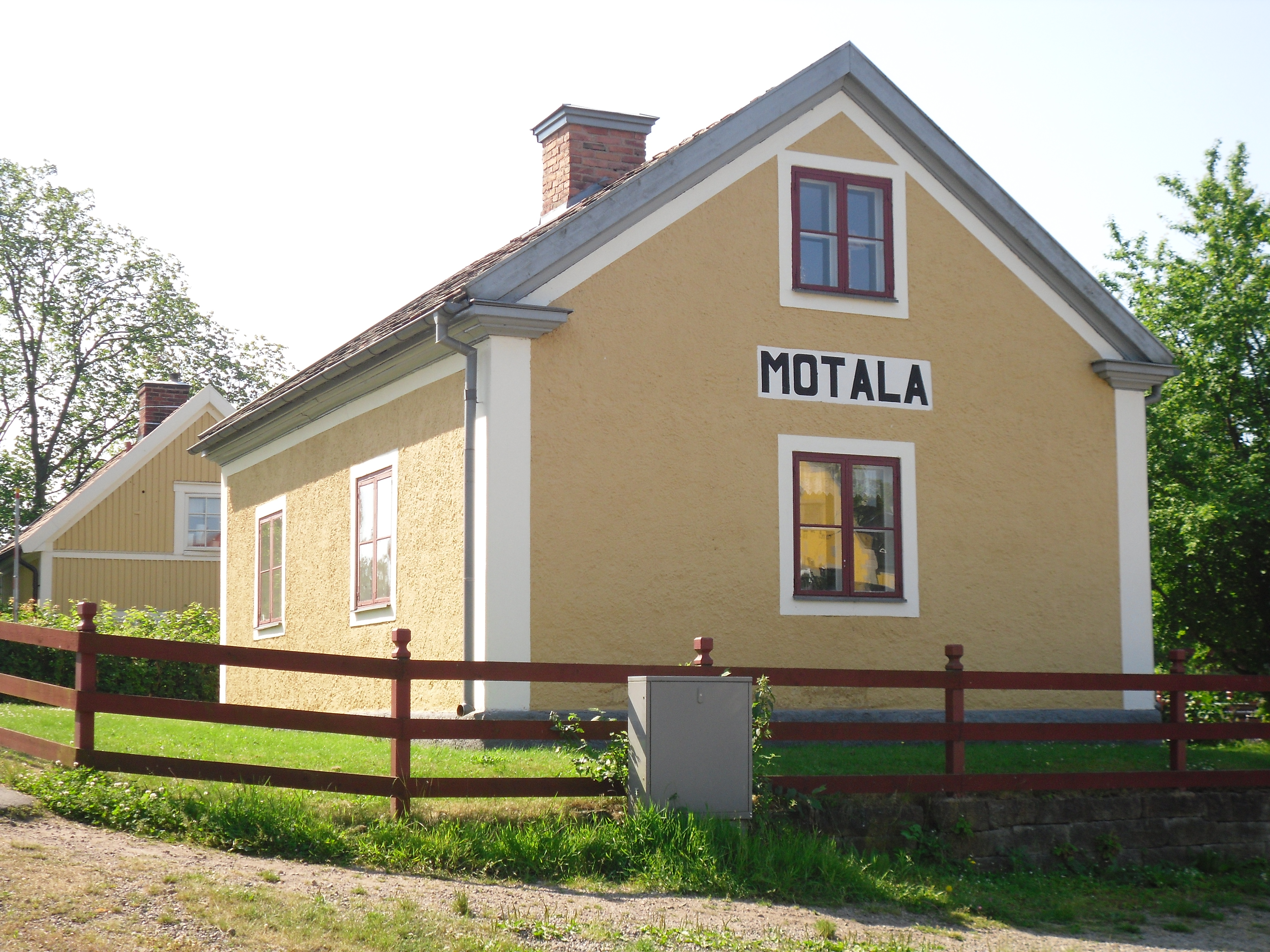
Slussvaktarbostaden i Motala hamn.

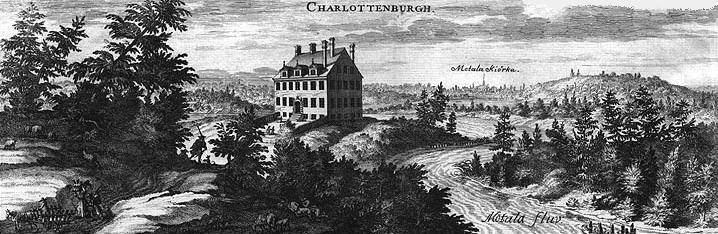
Charlottenborgs slott.

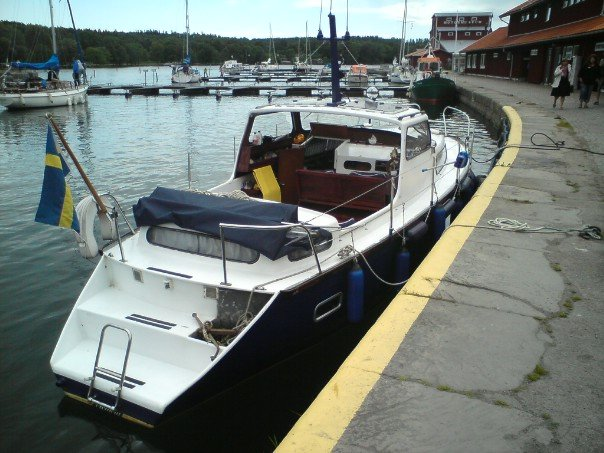
Motala gästhamn 2009.

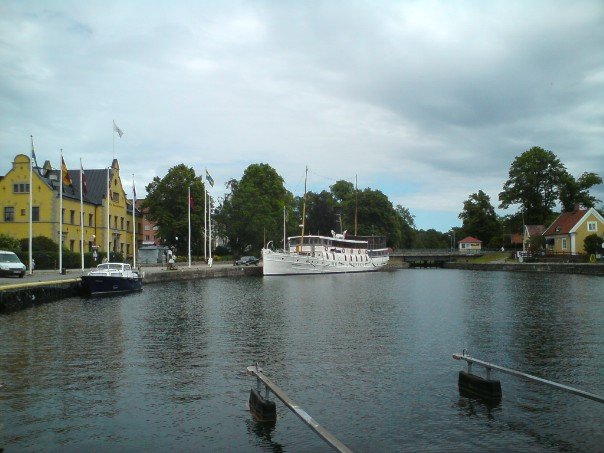
Slussen i Motala hamn med M/S Diana.

Stadskommunen utökades 1917 och 1948 med resterande delar av Motala socken/landskommun och 1948 även Vinnerstads socken/landskommun. Inkorporeringen 1917 innefattade ett område åt väster och norr, bland annat Bispmotala, Bondebacka, Brunnsvik och Samuelsberg, åt nordost längs Östermalmsgatan nästan ända fram till nuvarande sporthallen och i söder Gästisområdet och området mellan Vättern och Vadstenavägen. Landskommunen önskade gå samman med staden som avböjde eftersom landskommunens befolkning skulle komma att utgöra majoriteten efter en sammanslagning. Ett annat motiv var att undvika skattehöjningar. Därför blev det endast ett begränsat område som 1917 tillfördes köpingen. Under 1930-talet hotade landskommunen att bilda en egen köping om stadens styrande inte gick med på en sammanslagning, Motala ström och Motala kyrka. 1971 uppgick stadskommunen i Motala kommun med Motala som centralort. Ortens bebyggelse har längs Vätterns södra strand också kommit att expandera in i Västra Stenby socken.
Fram till 1948 var Motala tätort uppdelad på tre kommuner: Motala stad, Motala landskommun och Vinnerstads landskommun. De tätbebyggda områdena i Motala landskommun bestod norr om Motala ström av:
- Motala Verkstad (inklusive Bergsäter, Duvedal, Hårstorp och Göta kanal-området; cirka 3 800 invånare 1 januari 1936)
- Västra Lund vid sjön Boren

Söder om strömmen utgjordes Motala landskommuns tätortsbebyggelse av:
- Holms samhälle (med bland annat Electrolux kylskåpsfabrik; ca 720 invånare 1 januari 1936
- Brinken (med bland annat Motala epidemisjukhus; ca 1 475 invånare 1 januari 1936).[17] Brinken var delvis sammanbyggd med Motala stad och Holms samhälle.

Den tätbebyggda delen av Vinnerstads landskommun bestod av Charlottenborg (med bland annat Asps klädesfabrik) inklusive Strandkullens villastad med sammanlagt ca 600 invånare 1 januari 1936.
I kyrkligt hänseende har Motala alltid hört till Motala församling med delar i Vinnerstads församling, som 1969 uppgick i Motala församling. Före 2006 låg även delar i Västra Stenby församling som då uppgick i Aska församling.
År 1370 var Sjökumla tingsplats för Aska härad. Efter några år flyttades tinget till Motala. Det skedde senast 1374 eftersom Motala 3 januari detta år uppges som tingsplats. Sedan den 1607–1611 uppförda kungsgården Motala hus i Motala, där häradstinget hållits sedan 1610, förfallit flyttades tinget omkring 1645 åter till Sjökumla som fungerade som tingsplats innan häradsrätten 1673 flyttade tillbaka till de renoverade domstolslokalerna i Motala hus. Orten ingick till 1881 i Aska tingslag därefter till 1971 i domkretsen för Motala rådhusrätt. Från 1971 till 2002 ingick Motala i Motala domsaga och orten ingår sedan 2002 i Linköpings domsaga.

### Befolkningsutveckling
År 1850 hade köpingen 503 invånare, 1860 1 163, 1870 1 574, 1875 1 808 och 1880 2 015. Vid slutet av 1881 hade Motala stad, som samma år fått stadsprivilegier, 2 077 invånare..  
Till Motala stad överfördes 1 januari 1917 delar av Motala landskommun. Före 1917 var stadens yta högst begränsad. År 1892 var Motala Sveriges till ytvidden minsta stad – cirka en halv kvadratkilometer. Stadens yta var före utvidgningen 1917 endast 55 hektar. Efter inkorporeringen av vissa delar av Motala landskommun 1917 mer än tiofaldigades ytan. Den 1 januari 1918 omfattade staden 796 hektar (varav 791 land). Av befolkningsökningen på 2 441 personer under 1917 svarade tillskottet från landskommunen för 2 364. Vid utgången av 1917 hade staden 5 436 invånare. Vid samma tidpunkt bodde 7 163 personer i Motala landskommun och 995 i Vinnerstads landskommun.
Sedan Motala och Vinnerstads landskommuner 1 januari 1948 inkorporerats i staden uppgick folkmängden till 23 374 personer. Ett år tidigare bodde 9 643 personer i staden, 12 072 i Motala landskommun och 1 150 i Vinnerstads landskommun.
| Befolkningsutvecklingen i Motala 1900–2020 | Befolkningsutvecklingen i Motala 1900–2020 | Befolkningsutvecklingen i Motala 1900–2020 | Befolkningsutvecklingen i Motala 1900–2020 | Befolkningsutvecklingen i Motala 1900–2020 |
| ------------------------------------------ | ------------------------------------------ | ------------------------------------------ | ------------------------------------------ | ------------------------------------------ |
|                                            |                                            |                                            |                                            |                                            |
| År                                         |                                            |                                            | Folkmängd                                  | Areal (ha)                                 |
| 1900                                       | 1900                                       |                                            | 6 396                                      | †                                          |
| 1960                                       | 1960                                       |                                            | 25 786                                     |                                            |
| 1965                                       | 1965                                       |                                            | 26 598                                     |                                            |
| 1970                                       | 1970                                       |                                            | 28 942                                     |                                            |
| 1975                                       | 1975                                       |                                            | 29 454                                     |                                            |
| 1980                                       | 1980                                       |                                            | 29 729                                     |                                            |
| 1990                                       | 1990                                       |                                            | 29 629                                     | 1 854                                      |
| 2000                                       | 2000                                       |                                            | 30 136                                     | 1 914                                      |
| 2005                                       | 2005                                       |                                            | 29 798                                     | 1 918                                      |
| 2010                                       | 2010                                       |                                            | 29 823                                     | 1 929                                      |
| 2015                                       | 2015                                       |                                            | 30 944                                     | 2 024                                      |
| 2020                                       | 2020                                       |                                            | 31 340                                     | 2 020                                      |
| † Stad med förstäder 1900.                 |                                            |                                            |                                            |                                            |

## Namnet
Ortnamnets ursprung är inte helt klarlagt. Att förleden Mot syftar på vägmöte eller vägkors är oomtvistat. Efterleden -ala uttyds vanligen helgedom. Motala betyder enligt denna tolkning 'helgedomen vid vägmötet'. Enligt en senare framförd teori av Lennart Elmevik syftar al utifrån grundbetydelsen 'skydd, värn' på en plats för gemensamma aktiviteter som rätts- och kulthandlingar och kanske också som tillflyktsort i ofredstider, dock främst i namn där al fungerar som förled. Motala skulle i så fall betyda 'samlingsplatsen vid vägmötet'. Båda tolkningarna antyder att Motala var en central plats för befolkningen i denna del av Östergötland. Stefan Brink har framfört hypotesen att al avser en betydande byggnad eller hall för gemensamma aktiviteter inom en bygd såsom fester, sammankomster och kulthandlingar. Hugo Karlsson utesluter inte att efterleden -ala kan vara terrängordet ål som står för "ränna, strimma, rand, revel, långsträckt ås". Motala ström omges både i norr och söder av långsträckta höjder. I norr ligger hemmanet Bondebacka högt över Motala ström, i söder finns det högt belägna området Brinken med Brinkebacken. I dess närhet har funnits en galgbacke och avrättningsplats.
Förr i tiden var flera gator i centrala Motala kantade av popplar, varför staden fick smeknamnet Poppelstaden. De popplar som planterades längs gatorna var troligen inspirerade av popplarna som planterades kring Platens grav där det nu står höga bokar.
I staden Korsør i Danmark finns vägen Motalavej.

## Stadsdelar
- Bergsätter
- Björkelund
- Borenshult
- Brinken
- Brunnsvik
- Bråstorp
- Charlottenborg
- Dunteberget
- Duvedal
- Dysätter
- Dynudden
- Ekenäs
- Ekön
- Forsområdet
- Gamla stan
- Grankulla
- Hyddmarken
- Kvarnön
- Liverpool
- Marieberg
- Mossen
- Nedre Holm
- Offerby
- Råssnäs
- Smedsby
- Tegelviken
- Torvmossen
- Varamon
- Verkstadsön
- Väster
- Västra Lund
- Ängdalen
- Övre Holm

## Kommunikationer
Staden har under 2013 fått ny infrastruktur på plats med ny dragning av riksväg 50, högbro över Motalaviken samt utbyggnad av den enkelspåriga järnvägen till dubbelspår, vilket möjliggjort pendeltågstrafik. Motalabron och nya riksvägsdragningen invigdes 9 oktober 2013 av kung Carl XVI Gustaf i Motala stadspark.
På Motala centralstation stannar Östgötatrafikens pendeltåg, Östgötapendeln, för kommunikationer med Mjölby, Linköping och Norrköping. Även Tåg i Bergslagen trafikerar stationen, med tåg mot Mjölby, Hallsberg, Borlänge och Gävle.

## Näringsliv
De största arbetsgivarna i Motala är Motala kommun, Östergötlands läns landsting, Poppelstaden Omsorgsförvaltning AB (personliga assistenter) med 285 anställda 2014, Motala Verkstads-koncernen (Motala Verkstad Group) med 370 anställda 2013 varav AB Motala Verkstad 136, Östenssons Livs AB med 158 anställda 2014 samt Aleris Specialistvård Motala AB med 151 anställda 2013. I Borensberg (Motala kommun) finns Arla Plast AB med 196 anställda (2014).

### Bankväsende
En sparbank för Motala, Motala sparbank, hade grundats år 1860. Den övertogs av Östergötlands enskilda bank år 1920. En ny sparbank, Motalaortens sparbank, grundades år 1928. Den uppgick år 1970 i Sparbanken Östergötland som numera är en del av Swedbank.
Motala folkbank grundades på 1870-talet. Vadstena enskilda bank hade ett kontor i Motala som drogs in den 1 januari 1878. Enskilda industribanken i Norrköping öppnade ett kontor i Motala år 1866. Denna bank övertogs av Norrköpings enskilda bank som därefter kontor i Motala. Örebro handelsbank etablerade ett kontor i Motala år 1899. Både Motala folkbank och Örebro handelsbank övertogs av Härnösands enskilda bank under 1900-talets första decennium. Östergötlands enskilda bank öppnade ett kontor i Motala år 1916. Dessa banker uppgick sedermera i Handelsbanken och Östgötabanken. Under 1900-talet tillkom även kontor för PKbanken/Nordea och SEB.

## Media

### Radio
- Mix Megapol – 99,2 MHz (slavsändare till 106,9 Linköping)
- Rix FM – 106,1 MHz (slavsändare till 94,4 Linköping)
- NRJ – 96,4 MHz (slavsändare till 104,3 Linköping)
- Star FM – 102, 6 MHz (slavsändare till 101,7 Linköping)
- Vinyl FM – 103, 8 MHz (Linköping)
- Rockklassiker – 90,2 MHz (slavsändare till 103,2 Linköping)

## Sevärdheter

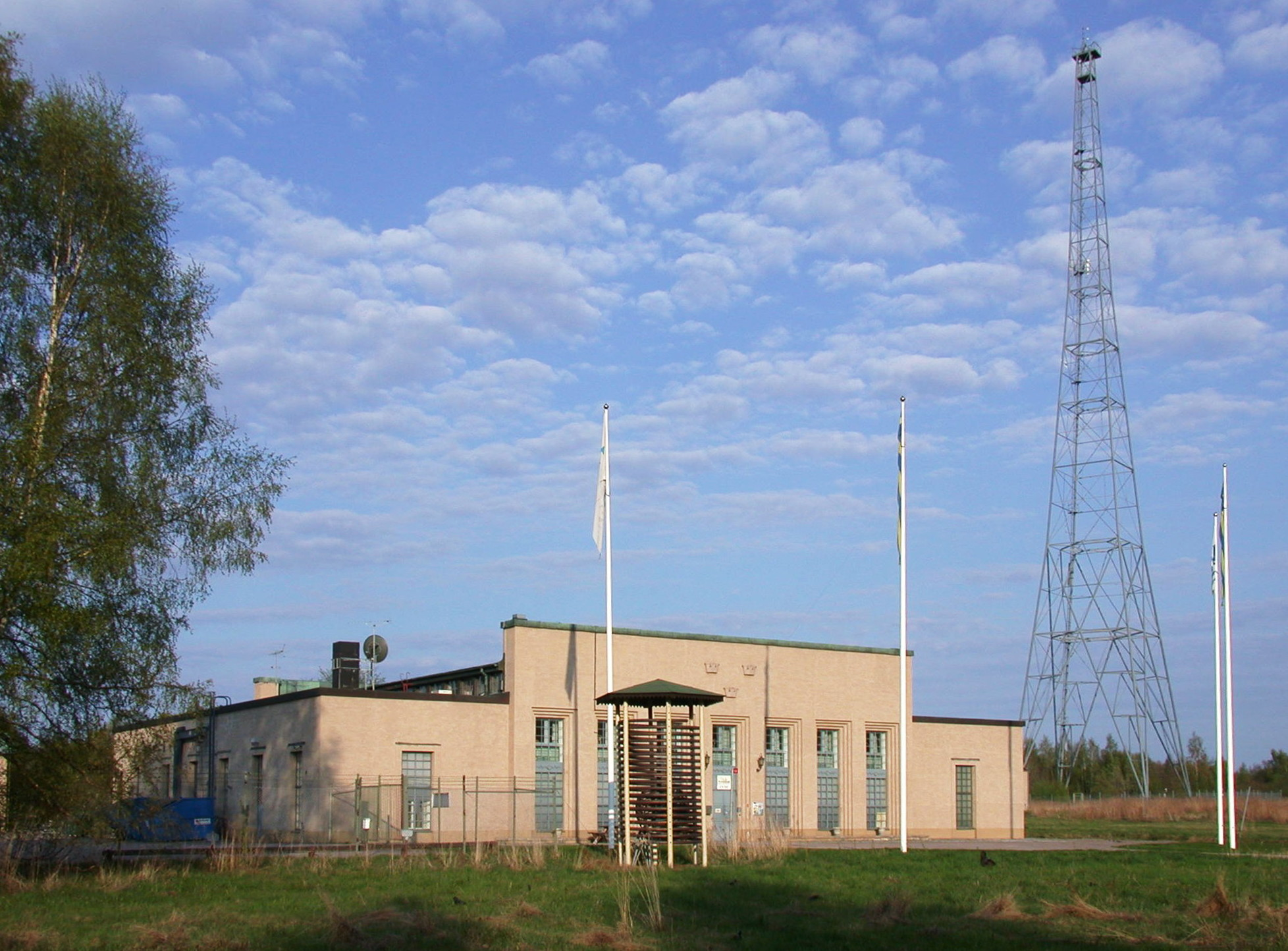
Sveriges Rundradiomuseum.

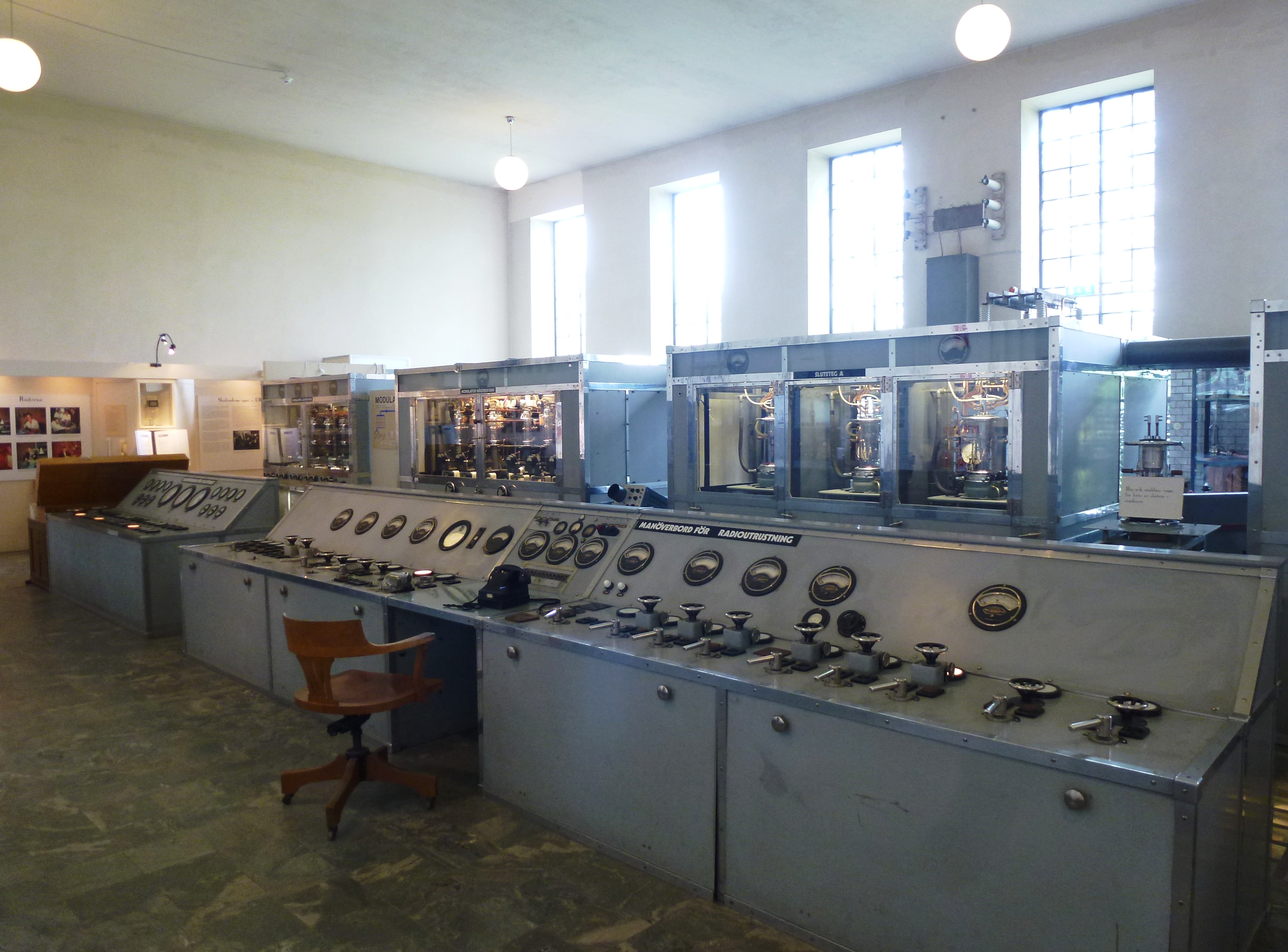
Motala Radio-museum 2014.

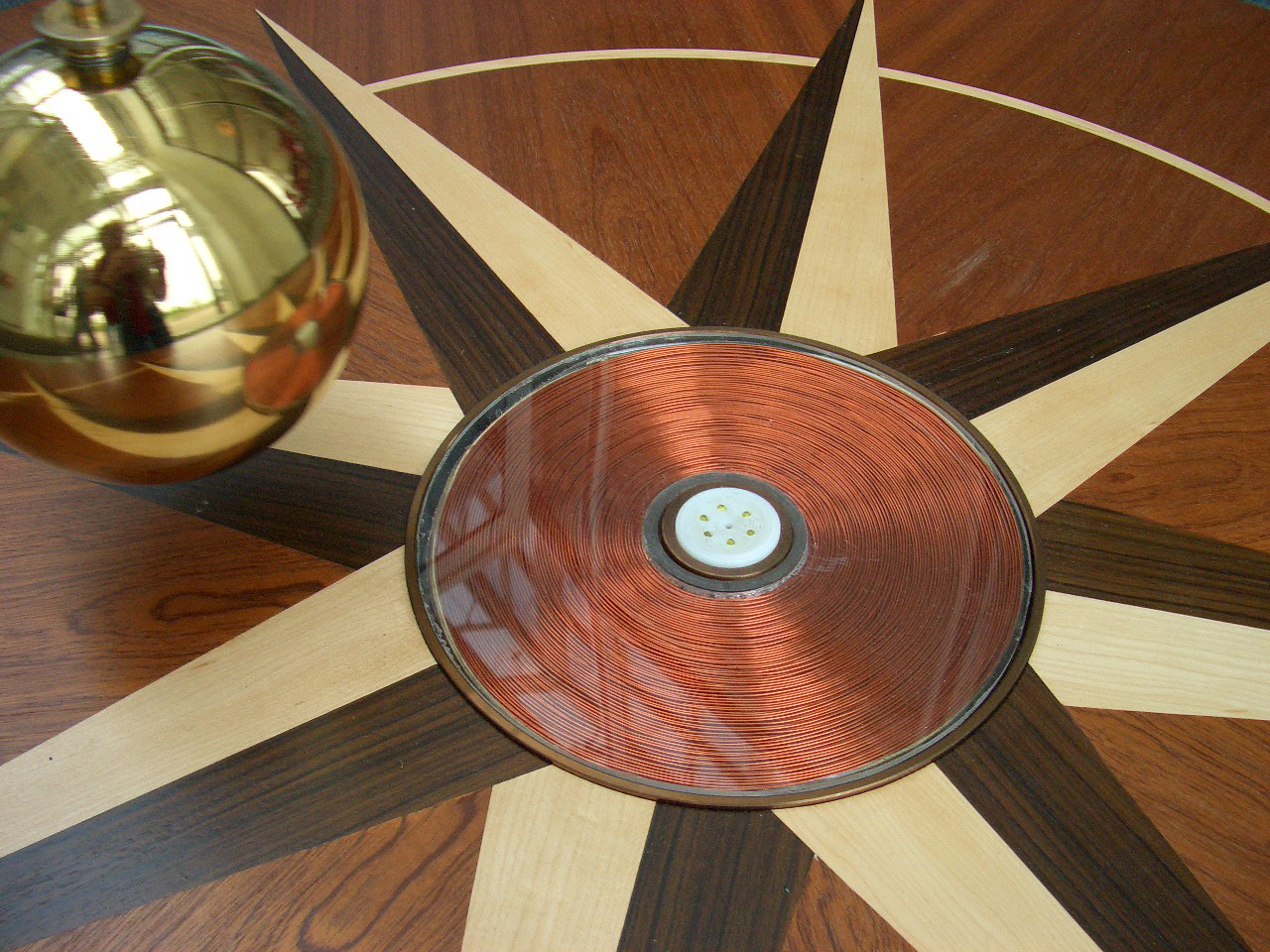
Foucaultpendel på Carlsund utbildningscentrum i Motala.

Den gamla industristaden är en turiststad på sommaren. För den båtburne är Motala ett utflyktsmål under resan på Göta kanal eller runt Vättern. Staden besöks också av dem som är intresserade av gammal svensk industrihistoria.

### Övriga sevärdheter
- Motalabron
- Charlottenborgs slott (Motala museum)
- Göta kanal med slusstrappan i Borenshult
- Motala Brandförsvarsmuseum
- Motala Industrimuseum
- Motala kyrka
- Motala Motormuseum
- Motala rådhus
- Sjöbo-Knäppan
- Svarta raden museilägenheter
- Sveriges Rundradiomuseum
- Ervastebymasten
- Varamobaden
- Foucaultpendeln i Carlsund Utbildningscentrum

## Sport
- IFK Motala
- Motala simsällskap
- Motala AIF
- Piraterna
- Vätternrundan
- BK Zeros
- Motala GK

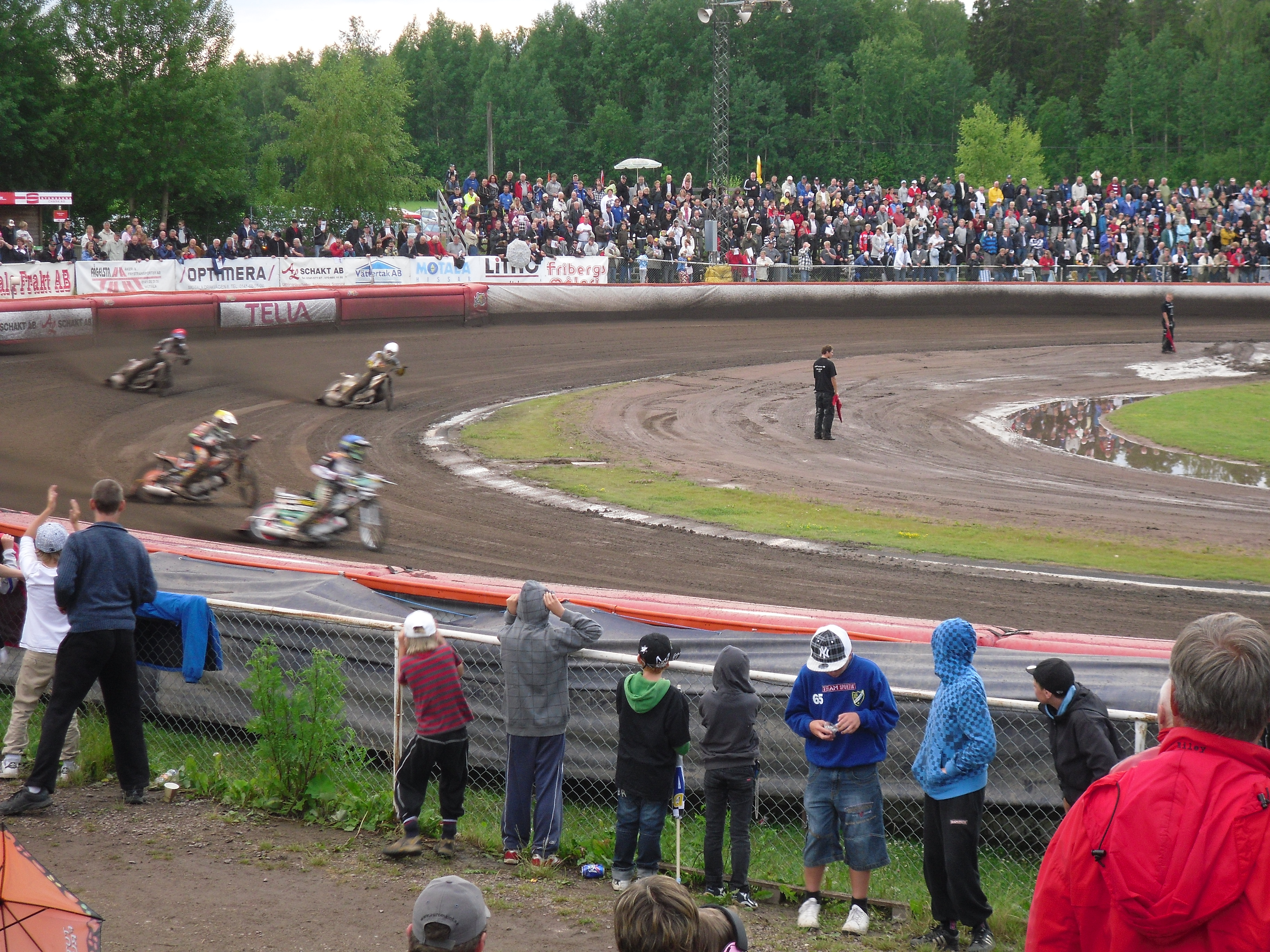
Speedway med Piraterna på Dunteberget.

- Borens IK, en fotbollsklubb från 1932 med ett lag i division 4
- Solfjäderstaden IBK
- Motala AIF OL, en orienteringsklubb